# حب إيه (أغنية)
حب إيه هي أغنية من أداء أم كلثوم، ومن كلمات عبد الوهاب محمد، ولحن بليغ حمدي، أنتجت عام 1960
المؤلف مهند شبل 

## كلمات
كلمات الأغنية:
حب إيه، اللي انت جاي تقول عليه؟ 
انت عارف قبله معنى الحب إيه؟ 
لما تتكلم عليه 
حب ايه، اللي انت جاي تقول عليه؟ 
انت ما بينك وبين الحب دنيا 
دنيا ما تطولها ولا حتى بخيالك
اما نفس الحب عندي حاجه تانيه
حاجه اغلى من حياتي ومن جمالك
انت فين والحب فين؟ ظالمه ليه دايما معاك؟
ده انت لو حبيت يومين، كان هواك خلاك ملاك
ليه بتتجني كده على الحب ليه؟
انت عارف قبله معنى الحب ايه؟
حب ايه اللي انت جاي تقول عليه؟
كنت باخلص لك في حبي بكل قلبي 
وانت بتخون الوداد من كل قلبك
بعت ودي ..بعت حبي ..بعت قلبي
بعتني وفاكرني ليه؟ هاشتاق لقربك ليه؟
انت عارف قبله معنى الحب ايه؟ ظالمه ليه دايما معاك؟ 
ده انت لو حبيت يومين، كان هواك خلاك ملاك
ليه بتتجني كده على الحب ليه؟
انت عارف قبله معنى الحب ايه؟
حب ايه اللي أنت جاي تقول عليه؟
يا ما طول عمري رضيت منك أسيه 
لما داب أملي وانا باتمنى ودك
كل شكوى كنت بتشوفها في عينيا
وانت في قربك ناسيني زي بعدك
انت فين والحب فين؟ ظالمه ليه دايما معاك؟
ده انت لو حبيت يومين، كان هواك خلاك ملاك
ليه بتتجني كده على الحب ليه؟
انت عارف قبله معنى الحب ايه؟
حب ايه اللي انت جاي تقول عليه؟

## حفلات ألقت بها
- سينما أوبرا 1960-12-01
- حديقة الأزبكية 1961-01-05
- حديقة الأزبكية 1961-02-02
- جامعة القاهرة 1961-02-07
- حديقة الأزبكية 1961-03-02
- حديقة الأزبكية 1961-04-06
- حديقة الأزبكيه 1961-05-04
- سينما قصر النيل 1961-06-01
- بيسين عالية لبنان 1963-09-08